# Ubi sunt

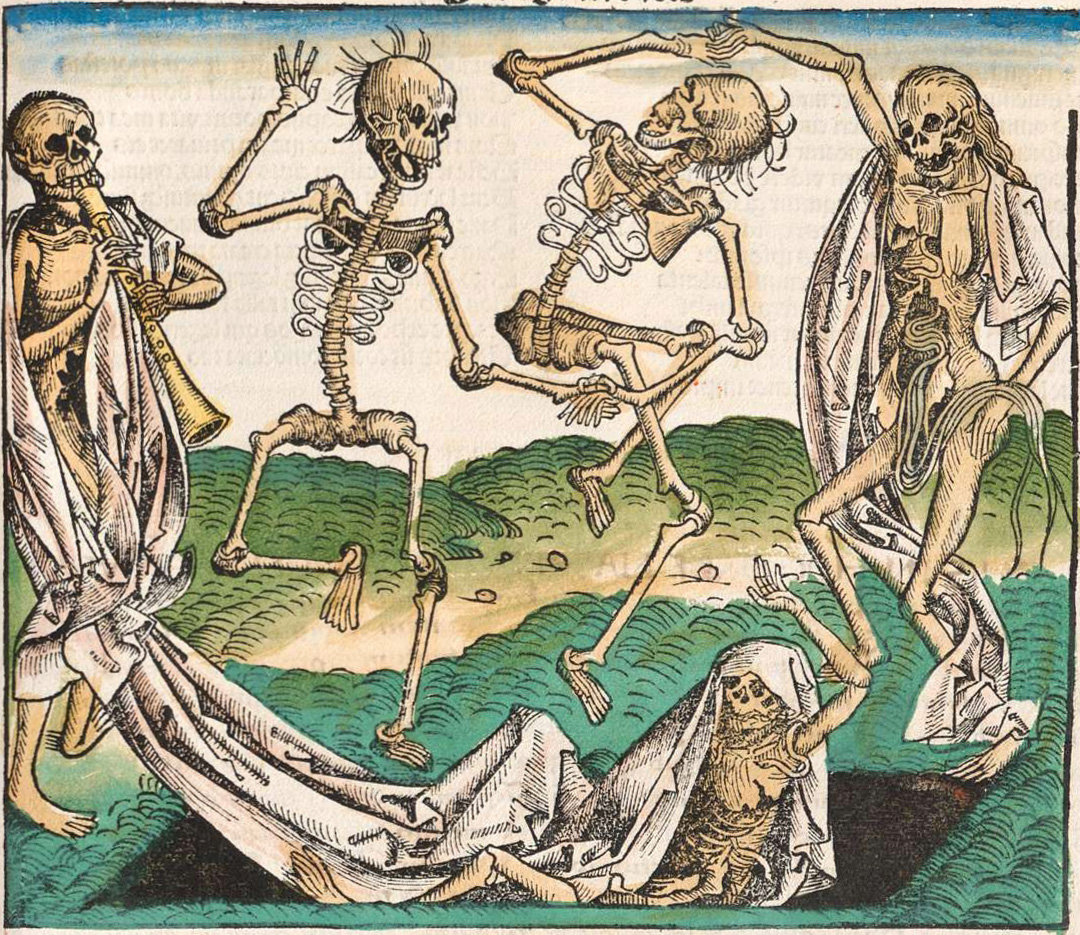
La Dansa de la Mort, de Michael Wolgemut.

Ubi sunt (on són?) és un dels tòpics literaris associats amb el temps de més fama. És una pregunta retòrica que fa referència al destí dels grans personatges del passat que han mort. Es vol destacar el caràcter transitori de la vida humana i la vanitat de les coses d'aquest món. L'expressió "ubi sunt?" prové d'un vers medieval que diu: Ubi sunt qui ante nos in hoc mundo fuere? ("On són aquells que foren abans que nosaltres?"). De fet, es tracta d'un tema tòpic d'origen bíblic que reneix a l'edat mitjana com a conseqüència d'una religiositat que només concep l'existència plena de sofriments que prepara el camí cap a la vida eterna.
D'aquí la reflexió pessimista sobre la brevetat de la vida, el caràcter mudable de la Fortuna, el valor intranscendent dels béns humans i el poder igualitari de la mort, tots aquests també temes tòpics. Apareix en nombroses composicions medievals de tipus elegíac que planyen la mort d'algú. Alguns autors famosos per l'ús del tòpic són Jorge Manrique (a Coplas por la muerte de su padre), Ossian  o François Villon. Impregna la majoria de poemes medievals.